# نادي بهمن كرج
نادي بهمن كرج لكرة القدم (بالفارسية: باشگاه فوتبال بهمن کرج) ، هو نادي رياضي لكرة القدم، كان مقره في مدينة كرج الإيرانية، تأسس عام 1994 ، ولعب في ملعب الشهيد د. شريعتي (بالفارسية: استادیوم شهید دکتر شریعتی)، أعلن النادي حله عام 2000.

## انجازاته
حقق نادي بهمن كرج بطولة كأس حذفي مرة واحدة عام 1995م.